# Young An Hat Company
Die Young An Hat Company ist ein südkoreanischer Mischkonzern, dessen Kern die Hutherstellung bildet. Laut Unternehmensangaben produzierte die Young An Hat Company zwischen 1959 und 2017 über 1,2 Milliarden Hüte und Kappen. Jährlich verkauft das Unternehmen rund 100 Millionen Kopfbedeckungen (Stand: 2017).

## Geschichte
Die Geschichte von Young An Hat begann 1959 mit einem kleinen Hutladen in Seoul. Im Jahr darauf konnte man zwar bereits die Verkaufsfläche vergrößern, dennoch wurden erst ein Verkäufer und zwei Arbeiter beschäftigt. Ab 1966 begann die Ausfuhr von Produkten, wobei die ersten Hüte nach Japan exportiert wurden. Der Wert der ausgeführten Waren belief sich 1969 auf 40.500 US-Dollar. Eine große internationale Expansion wurde in den 1980er Jahren vollzogen. Im Zuge dieser Ausbreitung wurde Fabriken in Costa Rica, den USA, Sri Lanka und Bangladesch eröffnet und eine Vertriebsgesellschaft in Kanada etabliert. Im Jahr 1992 lag der weltweit erzielte Umsatz mit Hüten und Baseballkappen bei über 100 Millionen US-Dollar. Seit 1993 gehört das US-amerikanische Hutunternehmen Dorfman Pacific, das seit 2010 auch Hüte der Marke Stetson unter Lizenz vertreibt, zu Young An. In den Jahren 2006 und 2017 wurden weitere Fertigungsstandorte in Vietnam und der Volksrepublik China eröffnet.

## Geschäftsfelder
Neben dem Hutgeschäft, das den historischen Kern des Young An-Konzerns bildet, bedient der Konzern heute auch eine Vielzahl anderer Geschäftsfelder. Die Diversifikation begann 1986 mit der Übernahme einer koreanischen Rinderfarm mit einer Fläche von 240 Hektar. Eine weitere Farm mit einer Fläche von 210.000 Hektar wurde 2010 in Australien übernommen.
Der Einstieg in den industriellen Fahrzeugbau gelang Young An 2003. In diesem Jahr wurden gleich zwei große Unternehmensakquisen vollzogen. Zum einen übernahm man den Omnibusbauer Zyle Daewoo Commercial Vehicle, der ehemals Teil des Daewoo-Konzerns war, zum anderen übernahm man die Clark Material Handling Company, die als der Erfinder des Gabelstaplers gilt.
Weiterhin werden mehrere Gesellschaften zur Immobilienvermarktung und auf dem Gebiet der Touristik betrieben.